# Belegost
Belegost (signifiant « puissante forteresse » en elfique) est une cité imaginaire du légendaire de l'écrivain britannique J. R. R. Tolkien, apparaissant dans le Silmarillion.

## Géographie
Belegost est une cité naine construite sur la face Nord du Mont Dolmed la plus haute montagne des Ered Luin, Belegost se situait dans l'ancienne région d'Ossiriand au Premier Âge puis à partir du Second Âge elle fit partie de la région de Lindon, elle reste toutefois abandonnée.

## Histoire
Belegost fut fondée par les nains de la famille des Torses-Larges au Premier Âge, elle était la voisine de la cité naine de Nogrod fondée elle par les Barbes-en-feu.
La vaillance et la loyauté des nains de Belegost leurs valurent la reconnaissance de bien des seigneurs elfes, il fut un pôle commercial moins important que Nogrod mais toutefois très grand en Beleriand grâce à la Route des Nains reliant les Collines de Fer au Beleriand.
Ils participèrent à presque toutes les batailles du Beleriand, gagnant ainsi une grande réputation. Lors des Nírnaeth Arnoediad, les nains de Belegost faisant partie de l'Union de Maedhros furent les seuls à pouvoir résister à la chaleur du feu des dragons envoyés par Morgoth et menés par Glaurung, grâce à leur casque spéciaux et à leur habitude des grandes chaleur comme dans les forges.
Dans cette bataille leur roi Azaghâl mit en déroute Glaurung en lui planta un couteau dans son ventre, mais il paya ce haut fait de sa vie. Alors les soldats près de lui soulevèrent son corps et l'emmenèrent loin du champ de bataille en chantant de tristes refrains, et il est dit que personne n'osa les arrêter.
Cette bataille fut un échec mais Maedhros eut en partie la vie sauve car les derniers soldats lui restant qui lui permirent un plan de retraite furent les nains de Belegost redoublant de hargne pour venger leur roi mort. Belegost s'illustra aussi dans l'histoire en refusant de rejoindre l'expédition punitive lancée par les nains de Nogrod pour récupérer le Nauglamir.
Quand Beleriand fut submergé, le commerce de Belegost et Nogrod s'arrêta et dès le début du Second Âge, les cités furent abandonnées et les populations partirent en majorité vers Khazad-dûm.